# Liste des chefs de gouvernement du Commonwealth
Les dirigeants des nations appartenant au Commonwealth des Nations (anciennement Commonwealth britannique) sont regroupés sous l'appellation de chefs de gouvernement du Commonwealth. 

## Actuels chefs de gouvernement
| Membres du Commonwealth         | Titre                | Chef du gouvernement     |
| ------------------------------- | -------------------- | ------------------------ |
| Afrique du Sud                  | Président            | Cyril Ramaphosa          |
| Antigua-et-Barbuda              | Premier ministre     | Gaston Browne            |
| Australie                       | Premier ministre     | Anthony Albanese         |
| Bahamas                         | Premier ministre     | Philip Davis             |
| Bangladesh                      | Conseiller principal | Muhammad Yunus           |
| Barbade                         | Premier ministre     | Mia Mottley              |
| Belize                          | Premier ministre     | Johnny Briceño           |
| Botswana                        | Président            | Duma Boko                |
| Brunei                          | Sultan               | Hassanal Bolkiah         |
| Cameroun                        | Président            | Paul Biya                |
| Canada                          | Premier ministre     | Mark Carney              |
| Chypre                          | Président            | Níkos Christodoulídis    |
| Dominique                       | Premier ministre     | Roosevelt Skerrit        |
| Eswatini                        | Premier ministre     | Russell Dlamini          |
| Fidji                           | Premier ministre     | Sitiveni Rabuka          |
| Gabon                           | Président            | Brice Oligui Nguema      |
| Gambie                          | Président            | Adama Barrow             |
| Ghana                           | Président            | John Dramani Mahama      |
| Grenade                         | Premier ministre     | Dickon Mitchell          |
| Guyana                          | Président            | Irfaan Ali               |
| Inde                            | Premier ministre     | Narendra Modi            |
| Jamaïque                        | Premier ministre     | Andrew Holness           |
| Kenya                           | Président            | William Ruto             |
| Kiribati                        | Président            | Taneti Mamau             |
| Lesotho                         | Premier ministre     | Sam Matekane             |
| Malaisie                        | Premier ministre     | Anwar Ibrahim            |
| Malawi                          | Président            | Lazarus Chakwera         |
| Maldives                        | Président            | Mohamed Muizzu           |
| Malte                           | Premier ministre     | Robert Abela             |
| Maurice                         | Premier ministre     | Navin Ramgoolam          |
| Mozambique                      | Président            | Daniel Chapo             |
| Namibie                         | Premier ministre     | Elijah Ngurare           |
| Nauru                           | Président            | David Adeang             |
| Nigeria                         | Président            | Bola Tinubu              |
| Nouvelle-Zélande                | Premier ministre     | Christopher Luxon        |
| Ouganda                         | Président            | Yoweri Museveni          |
| Pakistan                        | Premier ministre     | Shehbaz Sharif           |
| Papouasie-Nouvelle-Guinée       | Premier ministre     | James Marape             |
| Royaume-Uni                     | Premier ministre     | Keir Starmer             |
| Rwanda                          | Président            | Paul Kagame              |
| Saint-Christophe-et-Niévès      | Premier ministre     | Terrance Drew            |
| Sainte-Lucie                    | Premier ministre     | Philip Pierre            |
| Saint-Vincent-et-les-Grenadines | Premier ministre     | Ralph Gonsalves          |
| Îles Salomon                    | Premier ministre     | Jeremiah Manele          |
| Samoa                           | Premier ministre     | Naomi Mata'afa           |
| Seychelles                      | Président            | Wavel Ramkalawan         |
| Sierra Leone                    | Président            | Julius Maada Bio         |
| Singapour                       | Premier ministre     | Lawrence Wong            |
| Sri Lanka                       | Président            | Anura Kumara Dissanayaka |
| Tanzanie                        | Président            | Samia Suluhu             |
| Togo                            | Président            | Faure Gnassingbé         |
| Tonga                           | Premier ministre     | Siaosi Sovaleni          |
| Trinité-et-Tobago               | Premier ministre     | Stuart Young             |
| Tuvalu                          | Premier ministre     | Feleti Teo               |
| Vanuatu                         | Premier ministre     | Jotham Napat             |
| Zambie                          | Président            | Hakainde Hichilema       |